# 顧斌 (明朝)
顧斌（16世紀—17世紀），字質夫，福建泉州府晉江縣人，明朝政治人物。

## 生平
顧斌是萬曆三十七年（1609年）的舉人，授長泰教諭，到天啟年間陞任信宜知縣，人民有「十異政歌」來稱頌他。當時海盜李魁奇入侵吳川，上級知道其才幹下令整治，他就兩次督戰殲滅對方先鋒，賊人因而逃走；省兵誣陷船商為海盜，他呈請上級後釋放數百人，代理電白、化州事務都有惠政。
其後顧斌調官萬州知州，峒山黎寇都懾服不敢犯事，陞蜀府左長史，因為母親年老請求辭官歸鄉。

## 引用
1. 1 2  道光《晉江縣志·卷四十四·人物志·宦績之五》：顧斌，字質夫。萬歷己酉舉人，授長泰教諭，升廣東信宜令，民有「十異政」之歌。海賊李魁奇寇吳川，斌躬屬橐鞬督戰，賊遁去。省兵誣舟商為盜邀功，斌泣請當道，釋活數百人。攝寧白、化州二篆事，皆有惠政。移萬州牧，戢峒山黎寇，升蜀府左長史，以母老乞歸。
2. ↑  光緒《信宜縣志·卷五》：顧斌，字質父，晉江人，舉人，天啟間授信宜令，民有「十異政歌」，邑向轄狼兵多侵冒，斌按籍清覆編伍，遂兢兢守法；海賊李魁奇寇吳川，當道知斌才檄治之，斌躬櫜鞬兩次督戰殲其先鋒，賊遁去，會省兵誣舟商為盜以邀功，斌泣請當道釋數百人。攝電白、化州二篆，所在攀輿，久之遷萬州牧，峒山黎寇各相戒不敢犯，民立為祠。